# 알렉산드로스 (그리스)
그리스인들의 왕 알렉산드로스 1세(그리스어: Αλέξανδρος Α΄, Βασιλεὺς τῶν Ἑλλήνων, 1893년 8월 1일 ~ 1920년 10월 25일)은 1917년에서 1920년 사이에 군림한 그리스 왕국의 왕이다. 1917년 콘스탄티노스 1세는 국무 총리 베니젤로스와 외교 정책 문제로 갈등을 빚었고 왕세자 요르요스 2세와 망명했다. 차남인 알렉산드로스가 왕위를 물려받았으나 정치적인 실권은 여전히 베니젤로스에게 있었다. 1919년 11월 4일 그는 파나리오테스 출신의 아스파시아 마노스와 결혼했고, 자신들의 결혼이 합법적임을 인정받고 나서야 그리스로 돌아왔다. 그는 1920년 산책 도중에 애완용 원숭이 두 마리에 물려 생긴 패혈증에 의한 감염으로 아테네에서 죽었다. 그의 사후 아버지 콘스탄티노스 1세가 다시 국왕으로 즉위했다.